# تانيا رينولدز
تانيا رينولدز (بالإنجليزية: Tanya Reynolds)‏ ممثلة إنجليزية، عرفت بدورها (ليلي) في مسلسل شبكة نتفلكس (التربية الجنسية). وفي دور (تيريزا بينيلي) في مسلسل قناة التلفزيون البريطاني (سكاي ون) (لذيذ). كما تلعب دور (ريبيكا هينشو) في الفيلم الروائي الدرامي البريطاني (فاني لاي دليفرد).

## المسيرة المهنية
تخرجت رينولدز من مدرسة أكسفورد للدراما في 2015. وظهرت لأول مرة على الشاشة في عدد من الأفلام القصيرة، كفيلم (شعب متحضر) تم عرضه في هامش مهرجان ادنبره في أغسطس عام 2015.  في عام 2016 حصلت رينولدز على أول ظهور تلفزيوني لها في Delicious ، حيث لعبت دور تيريزا بينيلي لمدة 12 حلقة. شاهدت رينولدز عام 2017 مسيرتها التلفزيونية مع أجزاء في أوتلاندر تلعب دور السيدة إيزوبيل دونساني، أيضًا في سلسلة أفلام بي بي سي المثيرة Rellik في سن 20 عامًا
في عام 2018 كانت رينولدز ممثلة رئيسة في الفيلم الروائي الطويل (فاني لاي دليفرد)، بين ممثلين من بينهم تشارلز دانس وماكسين بيك ، وكذلك لعب دور (تيريزا) في مسلسل الكوميديا (لذيذ) على قناة التلفزيون البريطاني سكاي ون. جنبًا إلى جنب مع طاقم الممثلين شمل إيان غلين ودون فرينش. في عام 2019 لعبت دور (ليلي) في الدراما الكوميدية للتربية الجنسية على Netflix .  صدرت السلسلة في 11 يناير 2019 ، وحصلت على إشادة النقاد.

## فيلموغرافيا
| عام  | عنوان               | وظيفة                 |
| ---- | ------------------- | --------------------- |
| 2020 | إيما                | السيدة. إلتون         |
| 2019 | Undergods           | ماريا                 |
| 2019 | ليلى تلتقي تشارلي   | ليلى (فيلم قصير)      |
| 2019 | قشرة البشرة الثانية | (فيلم قصير)           |
| 2019 | للحب أو المال       | اليكسا                |
| 2018 | فاني لاي تسليم      | ريبيكا هينشو          |
| 2015 | تقديم لوسي          | لوسي (فيلم قصير)      |
| 2015 | الصديق الغيور       | كاتي (فيلم قصير)      |
| 2015 | الناس المتحضرون     | فرانشيسكا (فيلم قصير) |

| عام                   | عنوان           | وظيفة                             |
| --------------------- | --------------- | --------------------------------- |
| 2016-2019             | لذيذ            | تيريزا بينيلي (12 حلقة)           |
| 2019 إلى الوقت الحاضر | التربية الجنسية | زنبق (6 حلقات)                    |
| 2018                  | المخنثين        | جيل (حلقة واحدة)                  |
| 2017                  | الموت في الجنة  | لؤلؤة مارستون (حلقة واحدة)        |
| 2017                  | أوتلاندر        | ليدي إيزوبيل دونساني (حلقة واحدة) |
| 2017                  | ريليك           | سالي (3 حلقات)                    |

## وصلات خارجية
- تانيا رينولدز على موقع IMDb (الإنجليزية)
- تانيا رينولدز على موقع ميتاكريتيك (الإنجليزية)
- تانيا رينولدز على موقع روتن توميتوز (الإنجليزية)
- تانيا رينولدز على موقع قاعدة بيانات الفيلم (الإنجليزية)

- [http://www.imdb.com/name/nm07737332/ Tanya Reynolds

] في قاعدة بيانات الأفلام على الإنترنت
- A & J Management - تانيا رينولدز نسخة محفوظة 4 سبتمبر 2019 على موقع واي باك مشين.